# Linda Larkin
Pour les articles homonymes, voir Larkin.
Linda Larkin est une actrice et productrice américaine, née le 20 mars 1970  à Los Angeles (Californie).

## Filmographie

### Actrice
- 1990 : Zapped Again! (vidéo) : Joanne
- 1992 : Aladdin : Princess Jasmine (voix)
- 1994 : Le Retour de Jafar (The Return of Jafar) (vidéo) : Princess Jasmine (voix)
- 1994 : Aladdin (série TV) : Jasmine (voix)
- 1995 : Aladdin et le Roi des voleurs (Aladdin and the King of Thieves) (vidéo) : Princess Jasmine (voix)
- 1995 : Aladdin on Ice (TV) : Jasmine (voix)
- 1996 : Our Son, the Matchmaker (TV) : Melanie Miller
- 1996 : Basquiat de Julian Schnabel : Fan
- 1997 : Childhood's End : Caroline Ballard
- 1998 : Aladdin's Arabian Adventures: Team Genie (vidéo) : Princess Jasmine (voix)
- 1998 : Aladdin's Arabian Adventures: Magic Makers (vidéo) : Princess Jasmine (voix)
- 1998 : Aladdin's Arabian Adventures: Fearless Friends (vidéo) : Princess Jasmine (voix)
- 1998 : Aladdin's Arabian Adventures: Creatures of Invention (vidéo) : Princess Jasmine (voix)
- 1998 : The Greatest Treasure (vidéo) : Princess Jasmine (voix)
- 1998 : Magic and Mystery (vidéo) : Princess Jasmine (voix)
- 1999 : My Girlfriend's Boyfriend : Cory Lindross (bride)
- 1999 : Jasmine's Wish (vidéo) : Princess Jasmine (voix)
- 1999 : True Hearts (vidéo) : Princess Jasmine (voix)
- 1999 : Personals
- 1999 : Two Ninas : Carrie Boxer
- 1999 : Final Rinse : Trudy Tackle
- 1999 : Just Married (ou presque) (Runaway Bride) : Gill's Girlfriend
- 2000 : Un couple presque parfait (The Next Best Thing) : Kelly
- 2000 : Fear of Fiction : Liz
- 2000 : Custody : Polly
- 2001 : Disney's tous en boîte (House of Mouse) (série TV) : Jasmine (voix)
- 2004 : Knots : Annette
- 2005 : Disney Princess Party: Volume Two (vidéo) : Jasmine (voix)
- 2023 : Il était une fois un studio (Once Upon a Studio) de Dan Abraham et Trent Correy : Jasmine (voix)

### Productrice
- 2002 : Running Time